# Atecatzin
Atecatzin Apopotzotzin hermano de Tlotzin y de Toxtequihuatzin, fue el tercer hijo de Nopaltzin (Hijo de Xolotl) y de Azcatlxuchitl (hija de Pochotl). Príncipe heredero de los tultecas y nieto del gran Topiltzin su último señor. Fue el primer señor de Zacatlán. Su abuelo Xolotl le dio muchas tierras, lugares y pueblos, y por cabecera Tenamite.   
Nopaltzin fue a Zacatlán, y al ver que la tierra era buena le pidió a su padre Xolotl esta tierra para su hijos, heredando Toxtequihuatzin Tenamitec y Atecatzin Zacatlán. Nopaltzin y Xolotl se enternecieron de ver que ellos eran de poca edad y con sus tierras descuidadas, lo que demostraba cómo querían a sus hijos los reyes chichimecas al ocuparlos a ellos en cosas grandes aun siendo muy chicos.